# Maison à pans de bois dite Maison de l'Ave-Maria
La maison à pans de bois dite Maison de l'Ave-Maria est un édifice situé dans la ville de Joigny, dans l'Yonne en région Bourgogne-Franche-Comté.

## Histoire
Le siècle de la campagne de construction est le XVIe siècle.
Les façades et les toitures sur rues y compris la façade à pignon sont inscrites au titre des monuments historiques par arrêté du 23 septembre 1971.